# Уаско (град, Орегон)
Уаско (на английски: Wasco) е град в окръг Шърман, щата Орегон, САЩ. Уаско е с население от 381 жители (2000) и обща площ от 2,5 km². Намира се на 390,4 m надморска височина. ЗИП кодът му е 97065, а телефонният му код е 541.